# 石川幹子
石川 幹子（いしかわ みきこ、1948年10月27日 - ）は、日本のランドスケープ・アーキテクト。中央大学研究開発機構グリーンインフラ研究室機構・機構教授、東京大学名誉教授。農学博士、技術士（都市及び地方計画）、元日本学術会議会員。宮城県岩沼市出身。

## 概要
専攻は環境デザイン、都市環境計画。
世界文化的景観科学者会議日本代表、日本イコモス文化的景観国内委員会主査。日本都市計画学会、日本造園学会、土木学会、各会員。元日本学術会議環境学委員会委員長、元東京都自然環境保全審議会委員、元東京都都市計画地方審議会委員、元東京都公園審議会委員、元新宿区都市計画審議会委員、元川崎市環境審議会委員、元鎌倉市緑政審議会委員、元宮城県岩沼市震災復興会議議長。

## 人物
宮城県岩沼市で祖父を政治家に持つ家に生まれる。ミッションスクールの宮城学院で中学高校時代を過ごし、「理不尽な開発をなくす学問はないか」という思いから東京大学農学部に進む。卒業後は2年の不動産会社勤務を経てハーバード大学デザイン大学院に進み、そこで夫となる経済学者の石川経夫と出会う。帰国後は東京ランドスケープ研究所に所属し、新宿御苑トンネルの整備やお台場海浜公園に携わった後に東京大学大学院で博士号を取得。98年に夫と死別。工学院大学、慶應義塾大学、東京大学大学院工学系研究科、中央大学理工学部を経て、中央大学研究開発機構・機構教授。

## 略歴
- 1948年　宮城県に生まれる
- 1972年　東京大学農学部卒業。
- 1976年　ハーバード大学デザイン大学院ランドスケープ・アーキテクチュア専攻修士課程修了。
- 1976年-1994年　東京ランドスケープ研究所設景室主幹
- 1994年3月　東京大学大学院農学生命科学研究科博士課程修了。論文名は「パークシステムの成立と展開に関する歴史的研究 」[1]。
- 1997年4月-1998年3月　工学院大学旧工学部建築学科特別専任教授。
- 1998年4月-2007年9月　慶應義塾大学環境情報学部教授。
- 2005年　日本学術会議会員
- 2006年　ハーバード大学デザイン学部大学院客員教授。
- 2007年10月-2013年3月　東京大学大学院工学系研究科都市工学科教授。
- 2013年4月-2019年3月　中央大学理工学部人間総合理工学科教授・学科長。
- 2013年6月　東京大学名誉教授
- 2019年4月　中央大学研究開発機構 機構教授

## 神宮外苑再開発への関わり

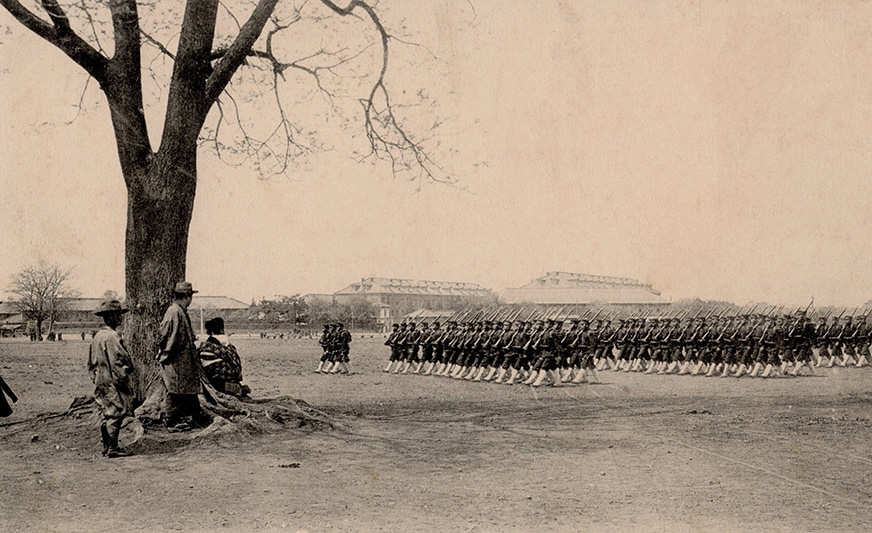
青山練兵場（現神宮外苑・明治後期）

日本イコモス国内委員会理事の立場から、都市計画公園の指定区域を削除し、高層ビルを建設することを可能とする東京都の「公園まちづくり制度」は、市民が公園を使う権利を永久に剥奪するものである」と批判した。それを利用して計画されている明治神宮外苑の再開発は「セントラルパークに超高層ビル建てるようなもの」であり、「東京は魂を失うことになる」だろうと反対している。近著、『緑地と文化』（岩波新書2025年）では、世界の主要な都市で、「歴史的公園を削除し市街地再開発を行っている例は、一例もない」と、ニューヨーク、ベルリン、ロンドン、中国、ブータン等のそれぞれの都市の誇りとする公園を具体的に示し、東京の矜持を世界に示すべきであると述べた。
石川が署名したヘリテージアラートの文中で、1923年に完成するまでは一面に野原の広がる青山練兵場であった神宮外苑を「17世紀から続く東京の庭園都市パークシステムの中核」と位置付け、「神宮の森は完膚なきまでに破壊」されるとしている。また、外苑は連絡道路で内苑と結ばれ、一体的に創り出された公園であり、古来の伊勢神宮の伝統を継承するもので、世界に類例のない珠玉の文化的資産であると述べている（参照：『緑地と文化』岩波新書、2025年）
2022年4月には樹木の伐採を2本にとどめるよう提言し、翌年9月には「1本1本の木に物語がある文化的遺産である」と現地で再開発中止を訴えた。「神宮外苑の再開発が許されれば防波堤が決壊するように特に都心の地価が高いところで再開発が続くと思う」と外苑以外の再開発についても危惧している。
アラートに対する事業者側の見解が示された際には、「内容が非科学的である」として、環境アセスメントの技術指針に則り、法を
遵守すべきと要請した。

## 編著書
- 『都市と緑地 新しい都市環境の創造に向けて』石川幹子、岩波書店、2001年
- 『流域圏プランニングの時代 自然共生型流域圏・都市の再生』岸由二,吉川勝秀共編 技報堂出版 2005
- 『グリーンインフラ・地球環境の持続的維持に向けて』石川幹子、中央大学出版部、2020年
- 『緑地と文化、社会的共通資本としての杜』石川幹子、岩波書店、2025年
- 『水大循環と暮らしⅠ　21世紀の水環境を創る』石川幹子、所眞理雄、高橋桂子、　編著、丸善プラネット、
- 『水大循環と暮らしⅡ　流域水循環と持続可能な都市』石川幹子、所眞理雄、高橋桂子、　編著、丸善プラネット、2019年
- 『水大循環と暮らしⅢ　流域水循環と持続可能な都市』石川幹子、所眞理雄、高橋桂子、　編著、丸善プラネット、2022年

## 主な受賞実績
- 都市公園コンクール、建設次官賞 都立武蔵野中央公園の設計に対して（1988年）
- 第4回全国街路整備事業コンクール都市局長賞（1993年）
- 長岡文化創造フォーラム・コンセプト・デザインコンペ　優秀賞（1996年）
- 日本都市計画学会論文賞（2001年）
- 慶應義塾賞（2001年）
- 21世紀の公園競技設計1位（EU環境基金）（2003年）
- 日本建築学会競技設計：都市建築の制御と発展競技設計優秀賞（2005年3月）
- 景観照明優秀賞、JR鵜沼駅、星の森（2005年10月）
- 緑の都市賞：内閣総理大臣賞（2005年10月）
- 「EU国際公園競技設計-21世紀の公園、ウォーターツリー」(第1位)、スペインマドリッド、2005 年
- 都市計画学会賞　計画設計賞国際ランドスケープデザイン競技設計　第1位（2007年2月）
- 国際ランドスケープデザイン競技設計「中国瀋陽市ハン川中央公園ランドスケープ設計」(第1位)中国,瀋陽市 2007年
- みどりの学術賞（内閣総理大臣賞）（2008年3月）
- 日本都市計画学会 計画・設計賞（2008年5月）長年の各務原市における取り組みが評価されて。
- 土木学会環境デザイン最優秀賞（2008年）
- 四川汶川大地震復興グランドデザイン栄誉賞（2008年） 都江堰市
- 土木学会デザイン賞「各務原「学びの森」（2009年4月)ランドスケープデザイン」各務原市（土木学会環境デザイン最優秀賞）
- 「瞑想の森ランドスケープ デザイン」各務原市(第7回環境竟設備デザイン賞環境デザイン部門最優秀賞)2009 年
- 第7回環境設備デザイン賞 環境デザイン部門 最優秀賞（2009年5月）
- 深谷通信所跡地利用アイデアコンペ 専門部門 優秀賞（2010年1月）
- 平成22年度都市公園コンクール 国土交通大臣賞「玉川上水・内藤新宿分水散歩道」（2010年10月）
- 平成22年度都市公園コンクール 国土交通大臣賞「河跡湖公園」（2010年10月）
- 土木学会デザイン賞　優秀賞 各務原「自然遺産の森」（2011年2月）
- 青森県新陸上競技場設計コンペ　最優秀賞（2013年1月）
- 土木学会デザイン賞　優秀賞 各務原「瞑想の森」 （2013年2月）
- 平成25年度都市公園コンクール 国土交通省都市局長賞「葛飾にいじゅくみらい公園」 （2013年）
- 日本公園緑地協会北村賞（2014年）
- 日本都市計画学会石川賞（2015年）
- 日本公園緑地協会佐藤国際交流賞（2018年）
- 日本造園学会上原敬二賞（2019年）
- 中国四川省都江堰市文化功労名誉賞（2022年）
- 日本造園学会著作賞（2022年）

## 業績等
- 1977年「仙台市緑のマスタープラン策定調査」(仙台市)
- 1982 年「長崎市中島川河川激甚災害特別対策事業(長崎県)
- 1986年「長崎市グラバー園再整備計画」(長崎市)
- 1987 年「放射5号線の築造に伴う新宿御苑復旧基本設計」(東京都)
- 1988年「辰日の森公園基本計画」(東京都)
- 1989年「埼玉県緑のマスタープラン策定調査」(埼玉県)
- 1999年「臨海副都心センタープロムナード基本設計」(東京都)
- 2001年「各務原市水と緑の回廊計画」(各務原市)
- 2006年「十里木、秋川渓谷ランドスケープ設計」あきるの市
- 2007年「Creating the park system in Ufa, the Republic of Basyukortosutan, Rossial Ufa, Rossia
- 2007 年「舎利塔歴史公園基本設計」中国,瀋陽市
- 2008年「中国四川汶川|大地震復興グランドデザイン」(中国、都江堰市)
- 2011年「宮城県岩沼市東日本大震災復興グランドデザイン」
- 2014年　宮城学院・森のこども園ランドスケープ設計
- 2022年　日本造園学会著作賞
- 2021年　ブータン王国ロイヤルパーク基本設計
- 2021年　東京日本橋坂本町公園設計

## その他
・審議会： 仙台市・東京都・横浜市・川崎市・鎌倉市等の「都市と自然環境の保全・創出」、「公園緑地・環境」に係わる審議会委員を務めた。
　・国土交通省　社会資本整備委員会委員
　・仙台市杜の都審議会委員、　・東京都都市計画審議会委員、・東京都公園審議会委員　・新宿区都市計画審議会委員
　・川崎市環境審議会副会長、　・横浜市環境審議会委員、　・鎌倉市環境審議会委員
　・千葉県土地利用計画審議会委員、・新宿区都市計画審議会委員、・岩沼市震災復興委員会委員長等2021年等　